# Brusselpoort
La Brusselpoort (Porta di Brussel in italiano) è l'unica porta cittadina tuttora esistente delle dodici della città belga di Mechelen, nella regione delle Fiandre. L'attuale costruzione in pietra risale al XIII secolo e, data la sua grandezza, rispetto anche alle altre porte della città, venne ribattezzata Overste poort (Porta superiore). Nel XVI secolo le torri furono abbassate e fu edificato il tetto che ancora oggi è possibile ammirare. Ospita il museo della città di Mechelen all'interno del quale è possibile riscoprire i fasti della città fiamminga ai temi delle dominazioni borgognona ed asburgica.